# فيلهلم فون براندنبورج

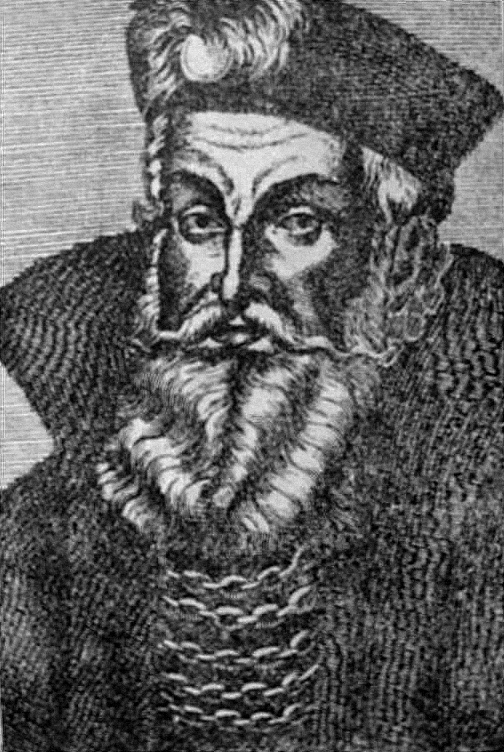
فيلهلم فون براندبورج-أنسباخ، آخر رئيس أساقفة في ريغا

فيلهلم فون براندبورج (30 يونيو 1498 - 4 فبراير 1563) أخر رئيس أساقفة في ريغا في الفترة من 1539 إلى 1561م.